# سیارک ۷۱۵۹
سیارک ۷۱۵۹ (به انگلیسی: 7159 Bobjoseph، نامگذاری:1981EN17) هفت هزار و صد و پنجاه و نهمین سیارک کشف شده‌است که در ۱ مارس ۱۹۸۱ کشف شد.
قدر مطلق سیارک برابر ۲۳.۴ است.